# Бурково (Владимирская область)
Бурково — деревня в Вязниковском районе Владимирской области России, входит в состав муниципального образования «Посёлок Никологоры».

## География
Деревня расположена в 5 км на юго-восток от центра поселения рабочего посёлка Никологоры и в 23 км на юго-запад от райцентра Вязников.

## История
В конце XIX — первой четверти XX века деревня входила в состав Никологорской волости Вязниковского уезда. В 1859 году в деревне числилось 15 дворов, в 1905 году — 21 дворов, в 1926 году — 33 двора.
С 1929 года деревня являлась центром Бурковского сельсовета Вязниковского района, с 1935 года — в составе Никологорского сельсовета Никологорского района, с 1963 года — в составе Октябрьского сельсовета Вязниковского района, с 1981 года — в составе Приозёрного сельсовета, с 2005 года — в составе муниципального образования «Посёлок Никологоры».

## Население
| 1859 | 1905 | 1926 | 2002 | 2010 | 2021 |
| ---- | ---- | ---- | ---- | ---- | ---- |
| 131  | ↗191 | →191 | ↘35  | ↘34  | ↘32  |